# Yoshikazu Kashino
Yoshikazu Kashino (jap. 樫野 善一, Kashino Yoshikazu; * 26. Juni 1983 in Tomakomai, Hokkaidō) ist ein japanischer Eishockeyspieler, der seit 2009 bei den Tohoku Free Blades in der Asia League Ice Hockey unter Vertrag steht.

## Karriere
Yoshikazu Kashino begann seine Karriere als Eishockeyspieler bei den Seibu Prince Rabbits aus der Asia League Ice Hockey, für die er in der Saison 2006/07 sein Debüt im professionellen Eishockey gab. Dabei erzielte der Angreifer in 25 Spielen zwei Tore und gab eine Vorlage. Sowohl in dieser Spielzeit als auch in der Saison 2008/09 scheiterte er mit den Rabbits im Playoff-Finale an den Nippon Paper Cranes. Nachdem die Mannschaft aufgrund finanzieller Probleme aufgelöst werden musste, unterschrieb der Japaner für die Saison 2009/10 beim Liganeuling Tohoku Free Blades. In der Saison 2010/11, welche aufgrund des Tōhoku-Erdbebens vorzeitig beendet wurde, gewann er mit seiner Mannschaft erstmals den Meistertitel der Asia League Ice Hockey.

## Erfolge und Auszeichnungen
- 2007 Vizemeister der Asia League Ice Hockey mit den Seibu Prince Rabbits
- 2009 Vizemeister der Asia League Ice Hockey mit den Seibu Prince Rabbits
- 2011 Asia League Ice Hockey-Meister mit den Tohoku Free Blades

## Asia-League-Statistik
(Stand: Ende der Saison 2011/12)